# Gråsjön, Hälsingland
Gråsjön är en sjö i Hudiksvalls kommun i Hälsingland och ingår i Delångersåns huvudavrinningsområde. Sjön har en area på 0,762 kvadratkilometer och ligger 183 meter över havet. Sjön avvattnas av vattendraget Gräsjöbäcken.

## Delavrinningsområde
Gråsjön ingår i det delavrinningsområde (687160-154411) som SMHI kallar för Utloppet av Gråsjön. Medelhöjden är 206 meter över havet och ytan är 4,69 kvadratkilometer. Det finns inga avrinningsområden uppströms utan avrinningsområdet är högsta punkten. Gräsjöbäcken som avvattnar avrinningsområdet har biflödesordning 2, vilket innebär att vattnet flödar genom totalt 2 vattendrag innan det når havet efter 63 kilometer. Avrinningsområdet består mestadels av skog (74 procent). Avrinningsområdet har 0,76 kvadratkilometer vattenytor vilket ger det en sjöprocent på 16,2 procent.